# ガブリエル・ガルシア・モレノ
ガブリエル・グレゴリオ・フェルナンド・ホセ・マリア・ガルシア・イ・モレノ・イ・モラン・デ・ブイトロン（西:Gabriel Gregorio Fernando José María García y Moreno y Morán de Buitrón, 1821年12月24日 - 1875年8月6日）は、エクアドルの政治家。エクアドルの大統領を二期 （1859年-1865年と1869年-1875年）務め、第三期に選出された後の第二期中に暗殺された。彼はその保守主義、カトリック的な展望及び自由主義の有力者エロイ・アルファロとの対抗で有名であった。彼の政権下で、エクアドルはラテンアメリカにおける科学と高等教育のリーダーとなった。教育と科学の進歩に加え、彼は腐敗に対して頑強に反対したのみならず、国家を経済的、農業的に進歩させたことで名高く、慈善活動のために自身の給料さえ与えた。

## 生涯

### 生い立ち
ガルシア・モレノは、1821年にスペインの商人ガブリエル・ガルシア・イ・ゴメスと裕福な上流クリオーリョ家族の一員であったマリア・デ・ラス・メルセデス・モレノ・イ・モラン・デ・ブイトロンの息子としてエクアドルの主要港であるグアヤキルで生まれた。ガルシア・モレノはキト大学で神学と法律を学び、司祭職への召命があったと考えて、下級聖品と剃髪を受けた。しかし、彼の最も親しい友人と彼自身の関心により、世俗的な職業を求めるように促された。1844年に卒業し、彼は法曹会に入るのを認められた。（政権を握っている自由主義政府に反対する）弁護士かつジャーナリストとしての経歴を始めたために、彼はほとんど昇進することが無かった。1849年に、1848年の革命の影響を直接見るために、ヨーロッパへ2年の訪問に乗り出した。彼は、1854年-56年に2回目の旅行をした。
彼は帰国し、国で声高な反聖職者主義にとらわれていることに気付いた。彼は上院議員に選ばれて、その反対派に加わった。彼自身は王党派であったが（彼 は王座の上のスペイン皇太子に会いたいと望んでいたであろう）状況に従い、彼自身が復帰する一年後の内戦の後に自身が大統領になることを認めた。上院議員としての任務が非常に大きかったので、彼は名声を高めた。1861年に、任期4年の彼の大統領の地位は普通選挙で支持された。彼の後継者は1867年に自由党によって追放されたが、2年後に彼は再選され、さらに1875年に再々選された。在任中に彼は前に国を推進し、そして国家をカトリックに密接に結びつけた。
個人的には敬虔で（毎日ミサに与かるとともに聖体訪問をし、毎日曜日に聖体拝領をした（聖ピウス10世教皇以前は珍しい実践であった）。彼はカトリックを推進し、支持することを政府の最初の任務の一つとした。カトリックはエクアドルの公式宗教であったが、新しいコンコルダートの条件により、スペインから受け継がれた司教の指名に対する国家の権力はガルシア・モレノの主張で取り除かれた。1869年の憲法は、カトリックを国家の宗教とし、候補者と有権者がカトリック教徒であることを義務づけた。彼は教皇領の喪失に抗議する世界のただ一人の統治者であり、2年後に彼は議会にエクアドルをイエズスの聖心に捧げさせた。この公式の奉献の後、彼がドイツのフリーメイソンによって死の対象に選ばれたと彼の伝記作者の1人は書いている。
ガルシア・モレノは、イエズス会（イエズス会士）に対する友好の為に、若干の敵意を生み出した。亡命期間中に、彼は追放されたイエズス会士が避難する場所をエクアドルで見つけるのを手助けした。また、彼は秘密結社を非合法化する法律をも主唱した。

### 政治情勢と暗殺
1845年から1860年まで、エクアドルは無秩序に近い状況にあり、一連の束の間の体制によってかろうじて支配されていた。しかも大部分は自由主義であった。この不安定でほとんど無政府的な状況から、ガルシア・モレノは国を救ったのであった。
自由主義者はガルシア・モレノを憎んでいた。彼が1875年に3回目に選ばれたことは、彼の死刑執行令状であると考えられた。彼はすぐにピウス9世教皇宛に8月30日の就任日以前に祝福を求める手紙を書いた。
ガルシア・モレノの予測は正しかった。彼はキトの大聖堂を出ている時に、ナイフとリボルバーで襲われて暗殺された。彼の最期の言葉は"¡Dios no muere!"（「神は死せず！」）であった。ファウスティノ・ラヨは、鉈の6、7回の打撃で彼を襲う一方で、他の３人はリボルバー銃を撃った。
彼の暗殺の少し前の8月5日に、一人の神父がガルシア・モレノを訪ねて彼に警告した。「あなたの死がフリーメーソンによって命じられたと警告されました。しかし、あなたはいつであるか告げられていません。私はたった今、暗殺者がすぐに自分たちの計画を実行しそうであると聞いたばかりです。お願いですから、相応の処置をお取りください」 ガルシア・モレノは、似たような警告をすでに受け取っていると答えた。そして穏やかに熟考した後、彼が取ることの出来る唯 一の処置が、彼自身が神の前に出ることを準備することであると結んだ。
「彼は秘密結社のメンバーによって暗殺されたようである」と、公共の出来事を論評する同時代の記事は述べている。
死ぬ直前にガルシア・モレノは臨終の秘蹟を受けた。教皇ピウス9世は、ガルシア・モレノが「彼の愛する国への信仰とキリスト者の慈善のために犠牲となって亡くなった」と宣言した。